# Zephyrarchaea mainae
Espèce
Synonymes
- Austrarchaea mainae Platnick, 1991

Zephyrarchaea mainae est une espèce d'araignées aranéomorphes de la famille des Archaeidae.

## Distribution
Cette espèce est endémique du Great Southern en Australie-Occidentale,.

## Description

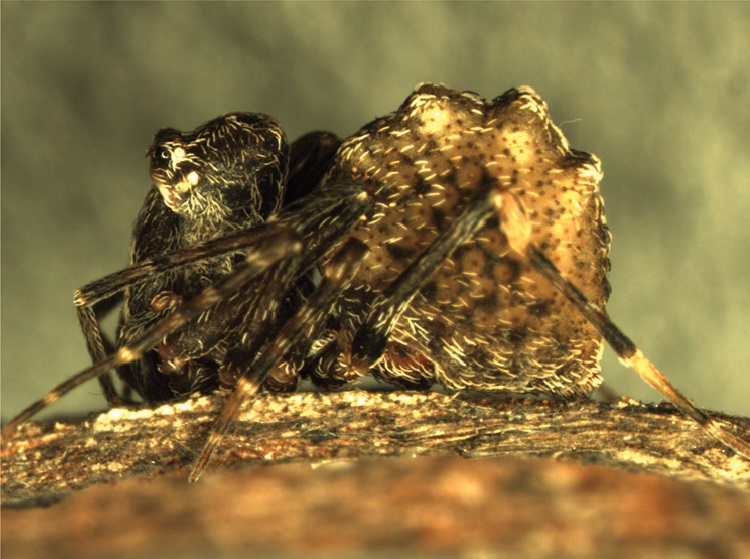
Zephyrarchaea mainae

Le mâle décrit par Rix et Harvey en 2012 mesure 3,44 mm et la femelle paratype 3,31 mm.

## Étymologie
Cette espèce est nommée en l'honneur de Barbara York Main.

## Publication originale
- Platnick, 1991 : On Western Australian Austrarchaea (Araneae, Archaeidae). Bulletin of the British Arachnological Society, vol. 8, no 8, p. 259-261.